# ناحیه مزوچات
ناحیهٔ مزوچات (به مجاری: Mezőcsáti járás) یک ناحیه در مجارستان است که در بورشود-آبااوی-زمپلن واقع شده‌است. ناحیهٔ مزوچات ۳۵۱٫۲۷ کیلومتر مربع مساحت و ۱۴٬۴۴۶ نفر جمعیت دارد.